# Eberdingen
Eberdingen is een plaats in de Duitse deelstaat Baden-Württemberg, en maakt deel uit van het Landkreis Ludwigsburg.
Eberdingen telt 6.906 inwoners.
Affalterbach · 
Asperg · 
Benningen am Neckar ·
Besigheim · 
Bietigheim-Bissingen · 
Bönnigheim · 
Ditzingen ·
Eberdingen · 
Erdmannhausen · 
Erligheim · 
Freiberg am Neckar ·
Freudental · 
Gemmrigheim · 
Gerlingen · 
Großbottwar ·
Hemmingen · 
Hessigheim · 
Ingersheim ·
Kirchheim am Neckar · 
Korntal-Münchingen · 
Kornwestheim ·
Löchgau · 
Ludwigsburg ·
Marbach am Neckar · 
Markgröningen · 
Möglingen ·
Mundelsheim · 
Murr · 
Oberriexingen ·
Oberstenfeld · 
Pleidelsheim · 
Remseck am Neckar ·
Sachsenheim · 
Schwieberdingen · 
Sersheim ·
Steinheim an der Murr · 
Tamm · 
Vaihingen an der Enz · 
Walheim